# Тунел (2. сезона)
Друга сезона крими телевизијске серије Тунел биће емитована током 2026. године на каналу Суперстар ТВ. Друга сезона се састоји од 12 епизода., 

## Радња
Централна тема ове сезоне прати причу о масовној превари са разређивањем дизел горива иза које стоји хетерогена екипа бизнисмена и криминалаца као и корумпираних полицајаца и поткупљених појединаца из тужилаштва и света политике.
Велика организована криминална група на овој превари згрће милионе, ако не и милијарде, јер се огромна количина овог разрађеног горива дистрибуира локално, а велики део иде преко границе. Ова група је спремна на све како би заштитила свој профит, интересе, моћ, организацију и остали на слободи...

## Епизоде
| Бр. еп. (укупно) | Бр. еп. (у сезони) | Наслов | Редитељ                                            | Сценариста                       | Премијера |
| ---------------- | ------------------ | ------ | -------------------------------------------------- | -------------------------------- | --------- |
| 13               | 1                  |        | Петар Ристовски, Mилош Аврамовић и Немања Ћипранић | Владимир Ћосић и Петар Ристовски | 2026.     |